# Американська академія в Берліні

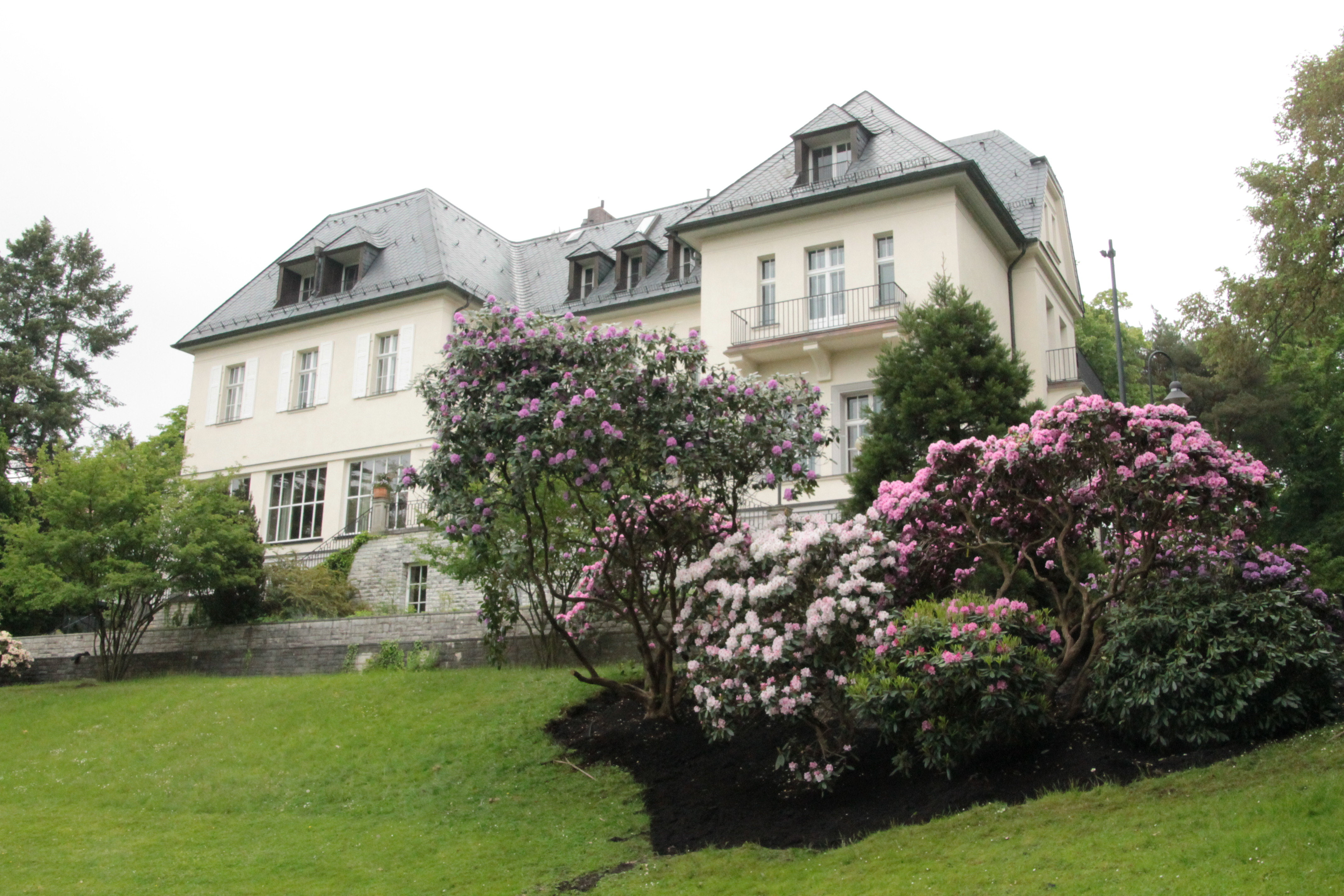
Вілла Американської академії в Берліні, 2013 рік

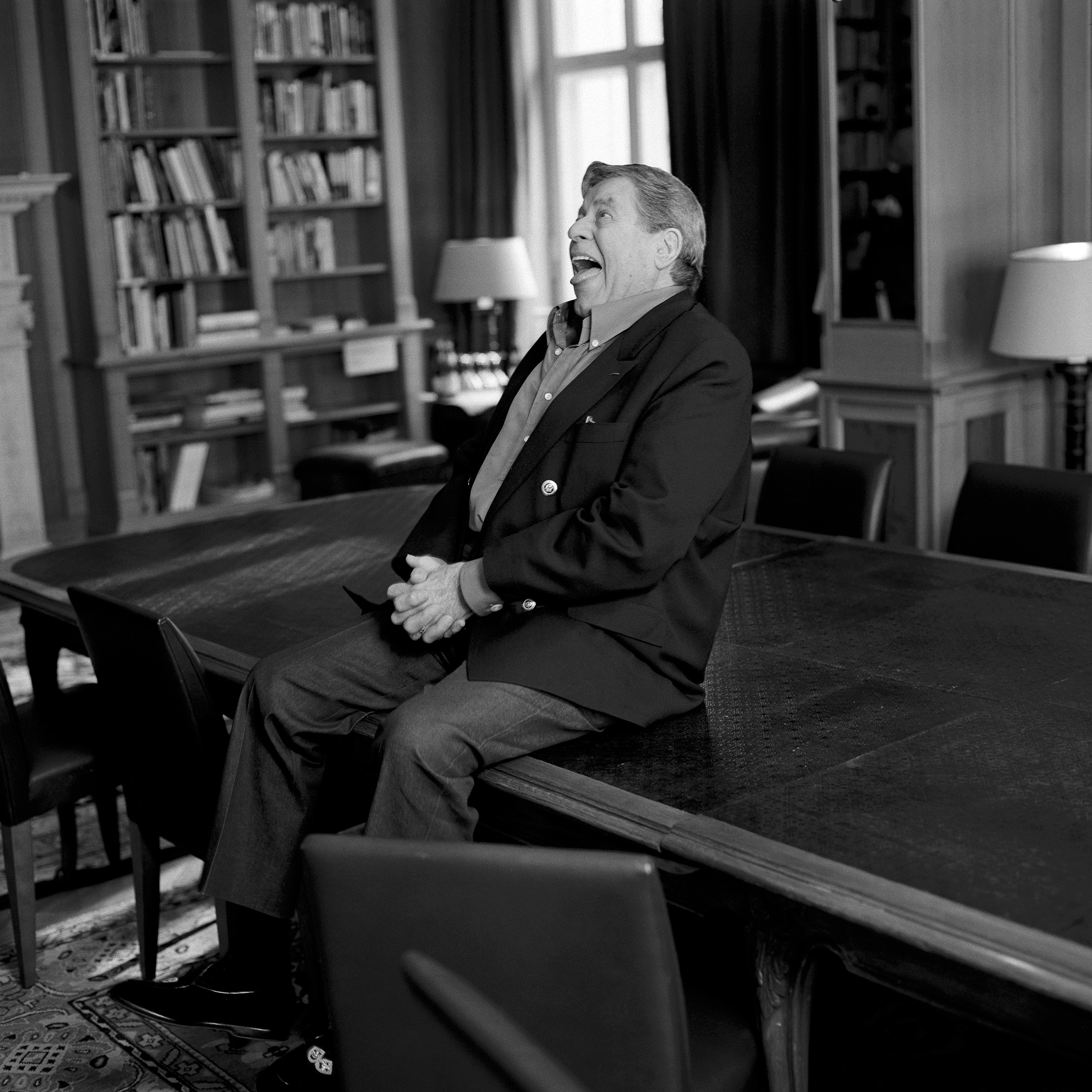
Джеррі Льюїс, сфотографований Олівером Марком у бібліотеці Американської академії в Берліні (2006)

Американська академія в Берліні — це приватна, незалежна та неполітична установа, розташована в Берліні, що сприяє розвитку та зміцненню довгострокових культурних, інтелектуальних і політичних зв’язків між США та Німеччиною. Щороку Академія обирає приблизно двадцять стипендіатів із сотень кандидатів, які отримують можливість проводити семестрові дослідження в Центрі Ганса Арнхольда, історичній віллі на озері Ванзеє. Стипендіати з галузей гуманітарних і соціальних наук, державної політики та мистецтва діляться своїми проектами з німецькими колегами та публікою через лекції, читання, обговорення, концерти й кінопокази, що складають основу програми Академії з приблизно 100 публічних заходів щорічно. Академія має офіс у Нью-Йорку, а до її опікунської ради входять десятки впливових лідерів з бізнесу, фінансів, культури та наукових кіл обох країн.
На додаток до програми стипендій, Академія сприяє діалогу з поточних питань, приймаючи почесних відвідувачів — лідерів думок зі Сполучених Штатів у сфері державної політики, права, бізнесу, фінансів, журналістики, гуманітарних наук і мистецтва. Під час візитів, які тривають від кількох днів до кількох тижнів, вони спілкуються з громадськістю та своїми колегами-професіоналами в Берліні та по всій Німеччині на різноманітні теми: від конституційного права та імміграційної політики до музейної практики та мистецтвознавства. З 1998 року Американська академія в Берліні прийняла понад 600 стипендіатів і сотні почесних відвідувачів.
Американська академія в Берліні була заснована у вересні 1994 року групою видатних американців і німців, серед яких Річард Холбрук, Генрі Кіссінджер, Річард фон Вайцзекер, Фріц Штерн і Thomas L. Farmer. У 2008 році німецький щотижневий журнал Der Spiegel  назвав «найважливішим у світі центром американського інтелектуального життя за межами США». Американська академія в Берліні повністю фінансується за рахунок приватних пожертвувань окремих осіб, корпорацій і фондів з обох сторін світу. Атлантичний океан—особливо родина Арнхолд-Келленів, наріжний камінь історії та фінансування Академії.
Вілла Ванзеє, в якій розміщується Американська академія в Берліні, спроектована в 1886 році архітектором Йоганнесом Отценом, колись була будинком хіміка Франца Оппенгейма, а пізніше — дрезденського банкіра Ганса Арнхольда та його дружини Людмили та їхніх двох дочок Еллен. Марія і Анна-Марія. Після того, як Арнхолди були змушені емігрувати, у 1937 році будинок був привласнений і зайнятий Вальтером Функом, міністром економіки Третього рейху, а пізніше президентом Рейхсбанку .
У 1953 році сім'я Арнхольд повернула будинок у власність, а в 1958 році вілла була продана Федеративній Республіці Німеччина. Під час тристороннього поділу Берліна після Другої світової війни вілла була розташована в американському секторі. Там він був призначений для різних цілей, у тому числі як дім для біженців з комуністичних країн Східного блоку, а протягом останніх десятиліть холодної війни як центр відпочинку армії США до відходу американських військ з об’єднаного Берліна в 1994 році. .
Після капітального ремонту будівлі, який став можливим завдяки фінансовій підтримці родини Арнхолд-Келлен та ряду інших прихильників, вілла була відкрита як Американська академія в Берліні в 1998 році.

## Призи

### Стипендія Берлінської премії
Американська академія в Берліні присуджує стипендію Берлінської премії американцям у галузі мистецтва, літератури, гуманітарних наук, політики, економіки, права та композиції. Зазвичай 12 стипендіатів проживають у Центрі Ганса Арнхольда протягом одного навчального семестру. Берлінська премія включає щомісячну стипендію, часткове харчування та проживання в Центрі Ганса Арнхольда Академії. Крім того, організація приймає короткострокових візитів американців з різних дисциплін і професій. Серед колишніх шановних відвідувачів – судді Верховного суду США Стівен Брейєр і Соня Сотомайор, економісти Пол Кругман і Джозеф Стігліц, журналісти та письменники, зокрема Артур Міллер, Джилл Абрамсон, Маша Гессен, Елізабет Колберт, Девід Фрум, Малкольм Гладуелл, Френсіс Фітцджеральд і Келвін Тріллін .

#### Колишні стипендіати Берлінської премії
Поточний клас стипендіатів </br> Колишні товариші
Поточні шановні гості</br> Колишні шановні гості

### Премія Генрі А. Кіссінджера
З 2007 року премія Генрі А. Кіссінджера щорічно присуджується європейцю чи американцю, який зробив значний внесок у покращення трансатлантичних відносин. Попередні лауреати премії: колишній канцлер Німеччини Гельмут Шмідт (2007); 41-й президент Сполучених Штатів Америки Джордж Буш- старший (2008); екс-президент Федеративної Республіки Німеччина Річард фон Вайцзекер (2009); Мер Нью-Йорка Майкл Блумберг (2010); колишній канцлер Німеччини Гельмут Коль (2011); колишній держсекретар США Джордж П. Шульц (2012); засновник Мюнхенської конференції з безпеки Евальд-Генріх фон Кляйст (2013); колишній держсекретар США Джеймс А. Бейкер, III (2014); колишній президент Італії Джорджо Наполітано та колишній федеральний міністр закордонних справ і віце-канцлер Німеччини Ганс-Дітріх Геншер (2015); колишній посол США в ООН Саманта Пауер (2016);  Колишній федеральний міністр фінансів Німеччини Вольфганг Шойбле (2017);  Сенатор США Джон Маккейн (2018),  і в січні 2020 року канцлер Німеччини Ангела Меркель . 

## Публікації
Щорічний журнал Американської академії в Берліні, The Berlin Journal,  містить низку есеїв, художньої літератури, мистецтва та поезії стипендіатів і почесних відвідувачів.

## Форум Річарда С. Холбрука
Форум Річарда С. Холбрука збирає міжнародних науковців, експертів з питань політики та урядовців у серії семінарів для обговорення деяких із найбільш складних проблем сучасної дипломатії. Його основні теми: державність і цінності; Тривала криза управління; Динаміка трансформації; та «Забезпечення миру: постконфліктне співіснування та примирення».

## Дивіться також
- Американська академія в Римі

## Зовнішні посилання
- Офіційний сайт
- "American Academy in Berlin", Charity Navigator